# Шуайб
Шу‘а́йб (араб. شعيب‎) — исламский пророк (наби), посланный к мадьянитам и айкитам. Отождествляется с библейским Иофором. Упоминается в Коране 10 раз.

## История
Племя Мадьян находилось на юге Палестины. Их обширные земли были покрыты великолепными садами и парками, которые назывались (Заросли). Все люди этого племени были большими обманщиками при купле и продаже. Если они что-нибудь продавали, то уменьшали вес гирь и разновесов, давая людям меньше положенного. Если же они что-либо покупали, то, наоборот, увеличивали вес гирь и брали больше положенного. Мадьяне нападали на путешественников, занимались разбоем и грабежами. Они калечили людей и при этом не боялись Аллаха, так как поклонялись ложным божествам, полагая, что эти божества сотворили их.
Аллах послал к ним Шуайба, чтобы он повелел им поклоняться Аллаху, делать добро людям, честно осуществлять куплю и продажу, используя правильные гири и разновесы. Жители Мадьяна отвергли пророка, сказав что если бы не его родственники, то они убили бы его. Шуайб напомнил им о том, что Аллах может их уничтожить, но жители Мадьяна не поверили ему.
Затем Шуайб отправился к народу аль-Айка с требованием повиноваться Аллаху и не обманывать в торговле. Народ аль-Айка также отверг Пророка и назвал его лжецом. Надменные из них попросили в доказательство пророческой миссии свергнуть на них осколки небес.
Некоторые люди всё же уверовали в Аллаха, присоединились к Шуайбу и вернулись в Мадьян. Все они были добрыми бедняками, которые не грабили людей, не обвешивали их, не занимались разбоем и не отбирали деньги у путешественников. Пророк Шуайб продолжал призывать жителей Мадьяна и народ аль-Айка уверовать в Аллаха, пугая их карой и гибелью, если они не прекратят творить смуту на Земле. Надменные старейшины народа сказали, что изгонят его и верующих, из города, если они не возвратятся к их вере. Шуайб отказался принимать языческую веру, после чего неверующие начали относиться к верующим все хуже и хуже.
Поняв, что люди никогда не уверуют, Шуайб призвал Аллаха свершить суд между ним и этими людьми, чтобы верующие и неверующие получили по заслугам. Внезапно наступила страшная жара, которая все усиливалась. Люди почувствовали, что воздух начинает обжигать им лица и тело, душить их. Стало невозможно дышать. Люди жаждали хотя бы легкого ветерка, но его не было, а воздух стал удушающим. Люди истекали потом, и вода не облегчала мучений. Так продолжалось семь дней и ночей. Люди испытывали страшные муки от раскаленного воздуха. Они вопили, взывали о пощаде, молились богам своим, прося избавить их от мук и удушающей жары. На восьмой день они увидели над своими головами темное облако, закрывающее солнце. Люди обрадовались, крича, что боги вняли их молитвам и послали им облако, которое закрыло палящее солнце. В это время жители Мадьяна почувствовали, что землю под ними сотрясает сильнейшее землетрясение. Они все погибли под развалинами своих домов, и никто из них не спасся.
Люди Зарослей увидели, как пылающие молнии начали поражать их из темного облака, которое они считали защитой от зноя. Молнии сжигали их и обращали в прах. Так погибли они все. Что касается Шуайба и его верующих сторонников, то они спаслись от землетрясения на земле и молний в небе. После этого Шуайб прожил долгую жизнь. Аллах щедро одарил его. У Шуайба были тысячи коз и овец, которых он пас сам и ухаживал за ними.

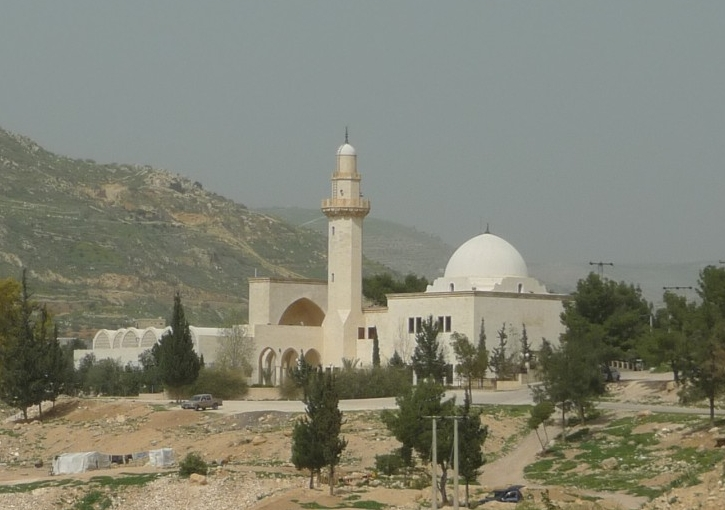
Гробница пророка Шуайба, Вади Шуайб, Иордания

## Могилы Шуайба
В Коране не указано место кончины пророка и по поводу захоронения существуют по крайней мере четыре версии.
- Согласно книге «История пророков» (О. Н. Топбаш) пророк Шуайб похоронен в Мекке около Каабы.
- Курдская версия — Шуайип Шехри в окрестностях Вираншехира.
- Иорданская версия — в долине Вади-Шуайб.
- Друзская версия — в Израиле в Наби Шуайб.